# Bársony császárhal
A bársony császárhal (Pomacanthus semicirculatus) a sugarasúszójú halak (Actinopterygii) osztályának sügéralakúak (Perciformes) rendjébe, ezen belül a Pomacanthidae családjába tartozó faj.

## Előfordulása
A bársony császárhal előfordulási területe az Indiai-óceán, a Vörös-tenger és a Csendes-óceán nyugati része. Kelet-Afrikától Szamoáig, északon Japánig, míg délen Nyugat-Ausztráliáig és Új-Dél-Walesig, beleértve a Lord Howe-szigetcsoportot is.

## Megjelenése
Ez a halfaj legfeljebb 40 centiméter hosszú. A fiatal kékes-fekete, fehér félkörökkel. A felnőtt hal elülső és hátulsó harmada barnás, középső része zöldes vagy sárgás színű. Oldalát számos kék pont díszíti. A hát- és hasúszó vége nagyon elvékonyodik, és sárga színű. 8-16 centiméteresen váltja fel a fiatalkori színét.

## Életmódja
A bársony császárhal trópusi, tengeri halfaj, amely a korallzátonyokon él. 1-30 méteres mélységben tartózkodik. A fiatal a sekély vizekben ül, míg a felnőtt a sűrűn benőtt korallmezőket kedveli. Általában magányos, de párban is megtalálható. Tápláléka szivacsok, előgerinchúrosok és algák.

## Felhasználása
Csak kismértékben halássza az ember. Az akváriumok kedvelt hala. Könnyen tartható, és megegyezik más halfajokkal is.